# Haan (Noordrijn-Westfalen)
Haan is een stad en gemeente in de Duitse deelstaat Noordrijn-Westfalen, gelegen in de Kreis Mettmann. De gemeente telt 30.263 inwoners (31 december 2020) op een oppervlakte van 24,21 km².
De gemeente bestaat uit de kernen Haan en Gruiten.

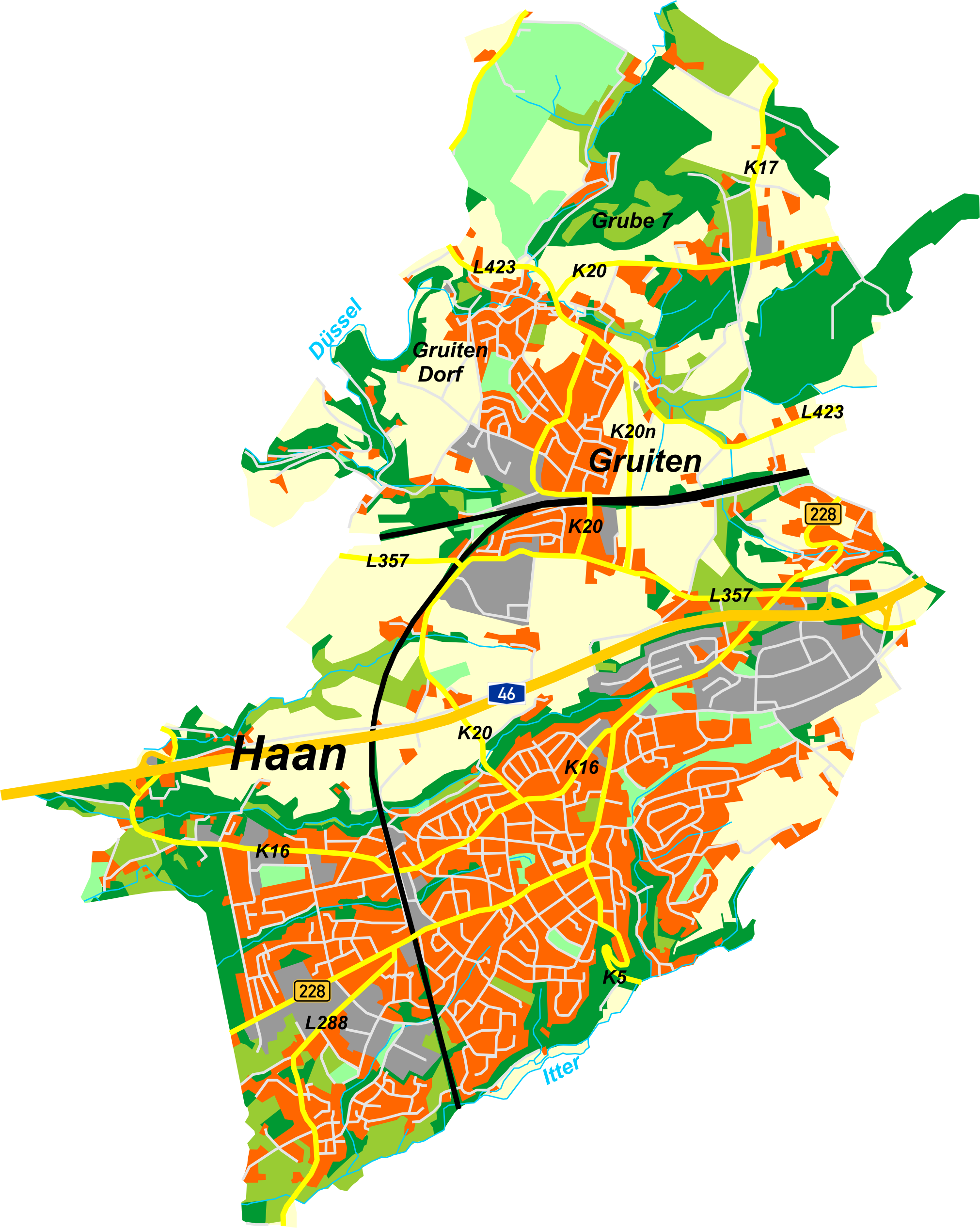
kaart

## Partnersteden
- Bad Lauchstädt (Duitsland), sinds 1990
- Berwick-upon-Tweed (Verenigd Koninkrijk), sinds 1982
- Dobrodzień (Polen), sinds 2004
- Eu (Frankrijk), sinds 1967

## Geboren
- Carola Winter (25 juli 1987), voetbalster

## Economie
- Discher Technik GmbH
- Anlagenbau Stampfer
- Ostermann Furnitures
- Rockwell Automation
- Bohle Group
- Centa Antriebe Kirschey GmbH

## Afbeeldingen

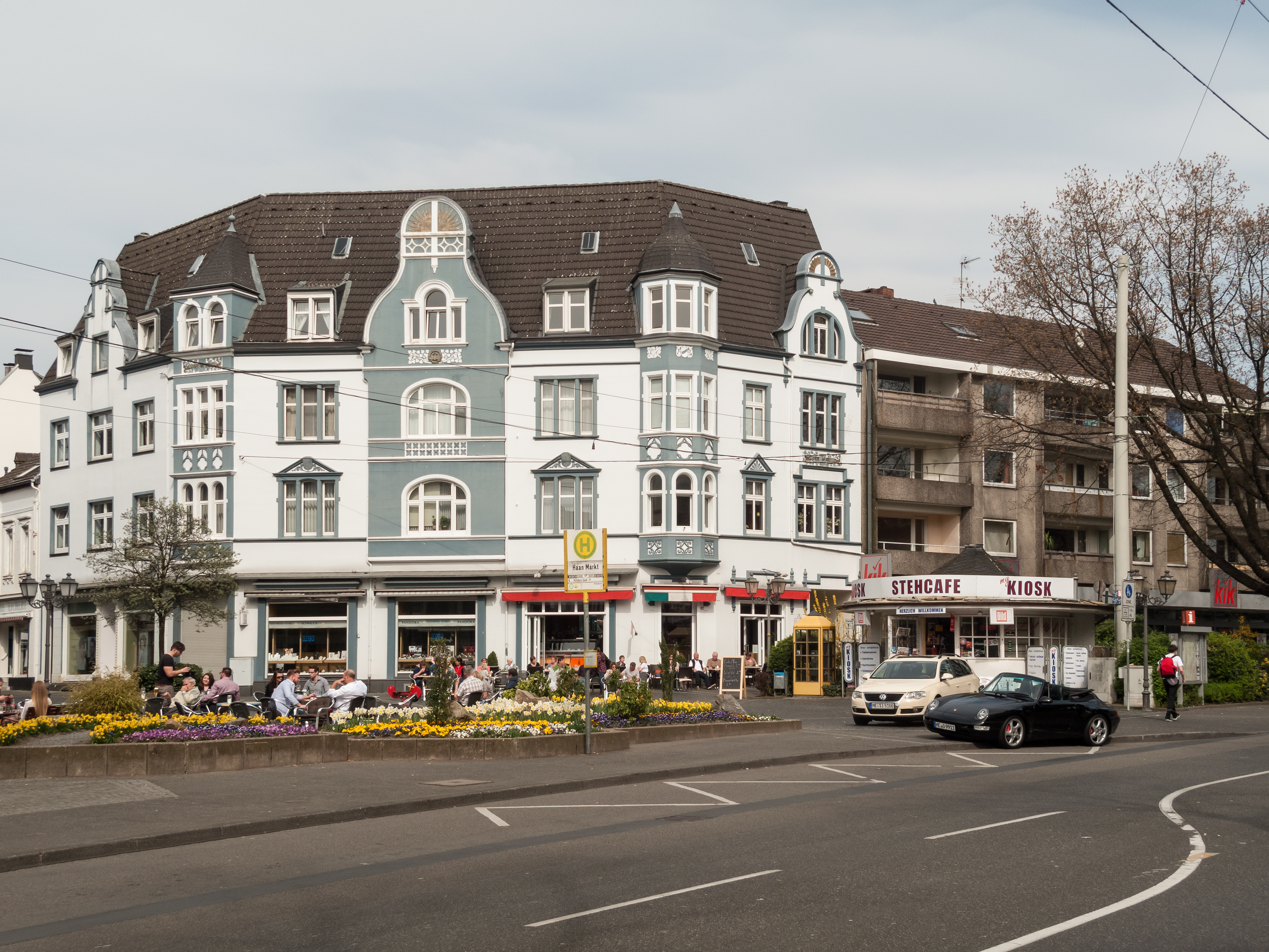
Markt
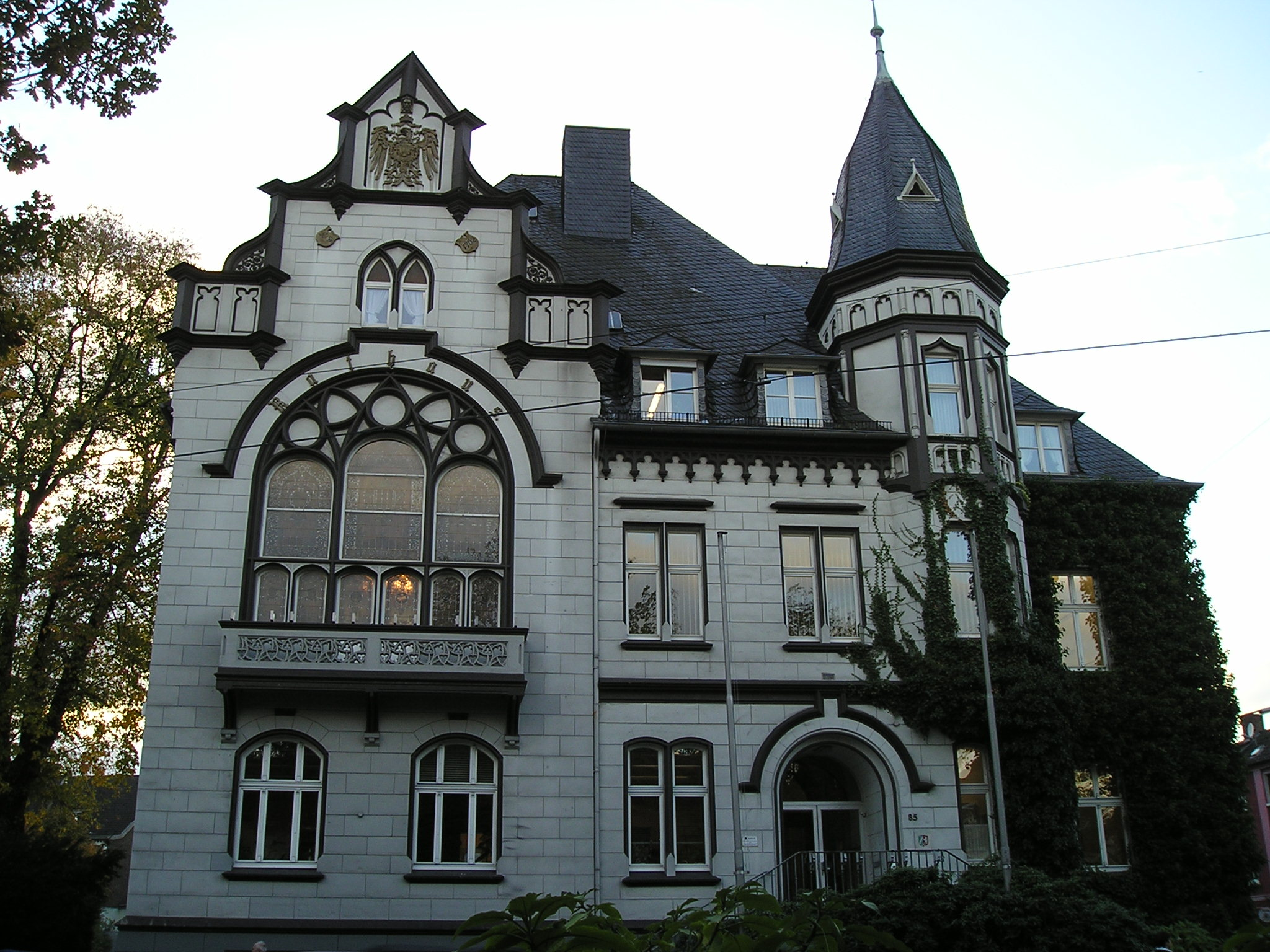
Gemeentehuis

Erkrath · Haan · Heiligenhaus · Hilden · Langenfeld · Mettmann · Monheim am Rhein · Ratingen · Velbert · Wülfrath